# Carnaval Zoque Coiteco
El carnaval zoque coiteco es el festival más importante de la ciudad de Ocozocoautla de Espinosa en el estado mexicano de Chiapas.
Dicha festividad tiene lugar en el domingo anterior al Miércoles de Ceniza. Se conforma por un desfile con el que se inicia la fiesta, seguido de 4 días de fiestas. Se organizan 6 cohuinás (antiguamente eran 7, incluyendo la cohuiná de la Virgen de Candelaria). Es conocido también por ser una fiesta que junta tres culturas distintas: la cultura árabe, la cristiana y la zoque.
Esta celebración se lleva a cabo desde el siglo XVI, pero recién en la década de 1990 se hizo popular.
Al año recibe un gran número de turistas provenientes del interior del país, como del extranjero, así como también se lleva hasta otras ciudades del estado como Tuxtla Gutiérrez Gutiérrez y presuntamente hasta Comitán de Domínguez.
Esta tradición está basada en antiguas costumbres y tradiciones zoques pero a lo largo del tiempo fue influida por el catolicismo de ahí es donde se implementan a los santos que representan a los distintos cohuinas y personajes:
Personajes: El mahoma de cabeza de cochi (San antonio abad) , El mahoma de natividad (Virgen de la natividad) , El tigre (Santa Marta) , El caballito (Santo domingo) , Los monitos (El arcángel Miguel)
Cada personaje representa una historia y a su vez la cuenta en el místico baile de plaza el cual se desarrolla a lo largos de puntos importantes en ocozocoautla como el parque central entre otros hay 4 bailes esenciales los cuales son:
-Baile de los enlistonados 
- Baile del tigre y del mono
- Baile de los mahomas y el caballito 
- Baile de los mahomas y el David

## Origen
No se tiene claro el año en que inició la celebración moderna, pero algunos historiadores la sitúan alrededor del año 1561.

## Descripción

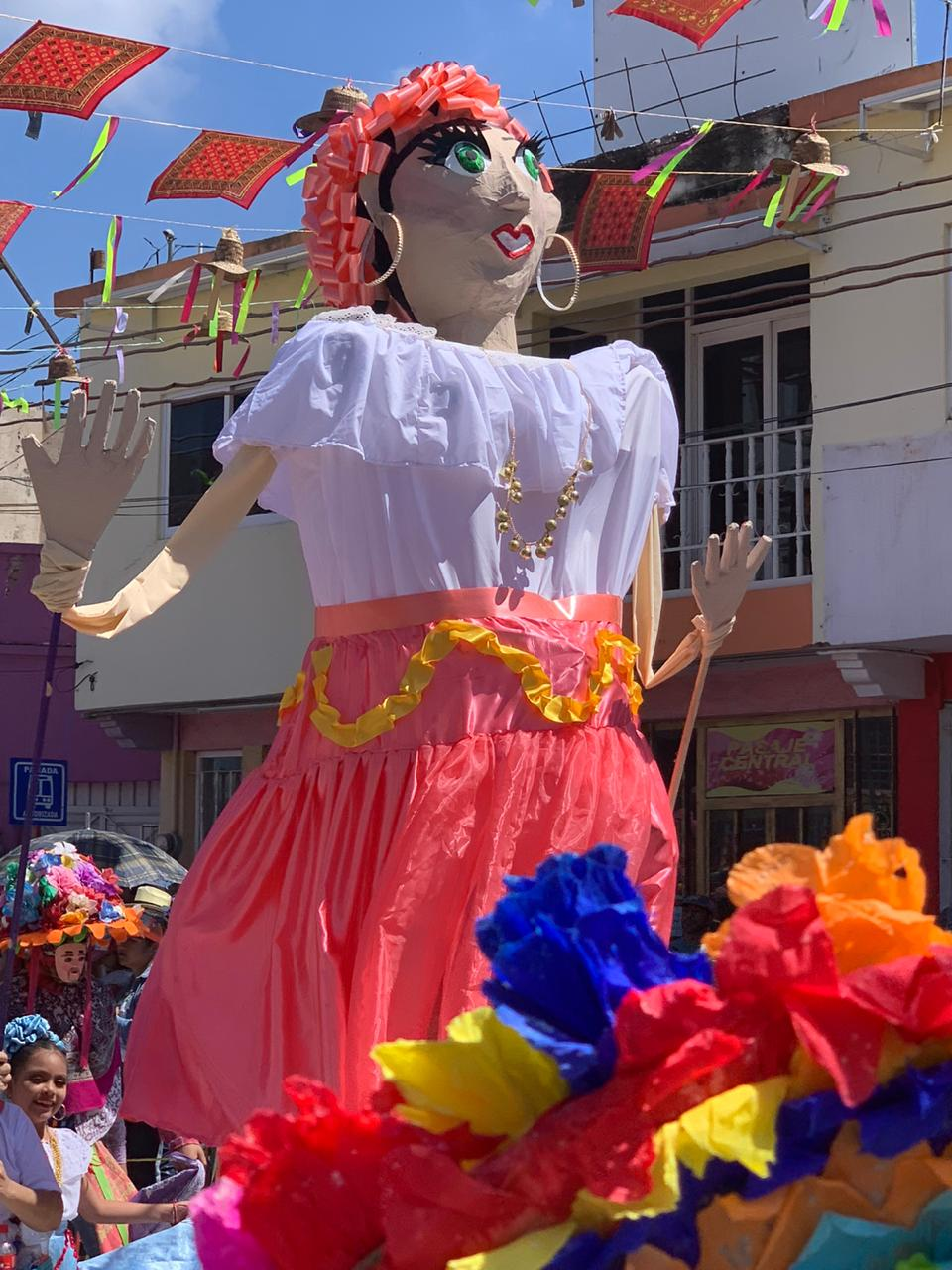
Carnaval Zoque 2020 12

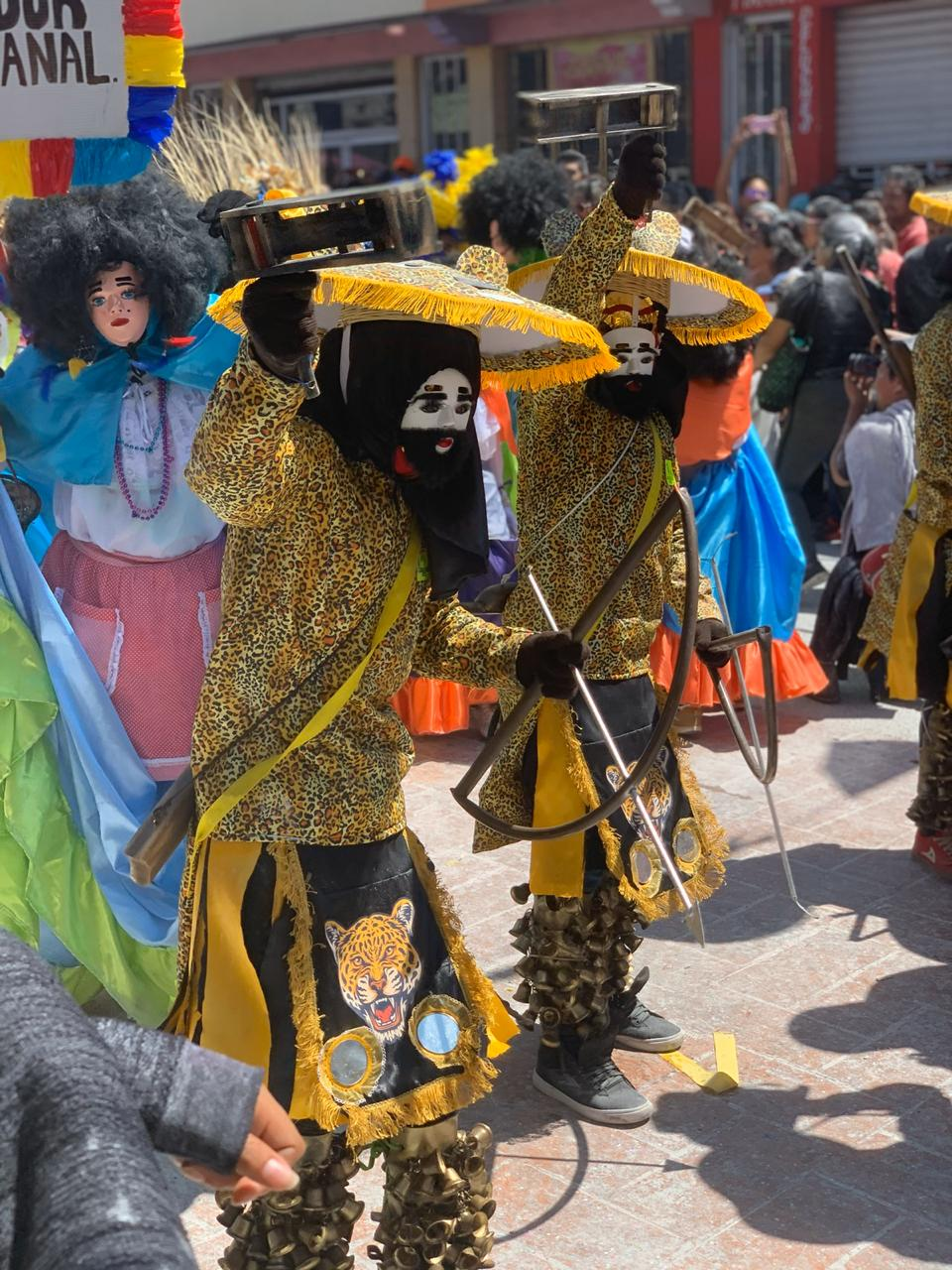
Carnaval Zoque 2020 Tigres

### Comida
La comida típica que se suele dar se compone de carne. El cocido de res, la chanfaina y el frijol con chipilín son de los platos más típicos que se suelen dar.
También se ofrece pozol y un dulce típico a base de pepitas de calabaza y piloncillo.
Después del desfile se suele dar comida a cualquier persona que pase por el Parque Central de la ciudad sin ningún costo.

### Música
La música tradicional de tambor y flauta de carrizo son el principal acompañante de la fiesta, sin embargo la música de marimba también anima la fiesta.
Algunas de las piezas musicales que suenan durante la fiesta son "El Cohuiná", "El caballito" y "El Torito Coiteco".

### Carnaval en la actualidad
Actualmente durante la fiesta los jóvenes se visten de chores para salir a bailar y jugar. Durante el desfile que tiene lugar en la avenida central se juega con espuma y talco, al grado de que dicha avenida al terminar el desfile queda cubierta casi en su totalidad por talco, dando una apariencia de nieve. 
En los cohuinás los también llamados cohuinás o caporales atienden a las personas dándoles comida y bebida, ambientados por música de marimba. Dichos lugares abren desde las cinco de la mañana hasta la medianoche.
Lamentablemente por la situación actual de la Pandemia de COVID-19 no se ha podido celebrar, haciendo que por primera vez desde su inicio fuera cancelado en 2021. Pero en este año 2023 se reanudara

## Personajes

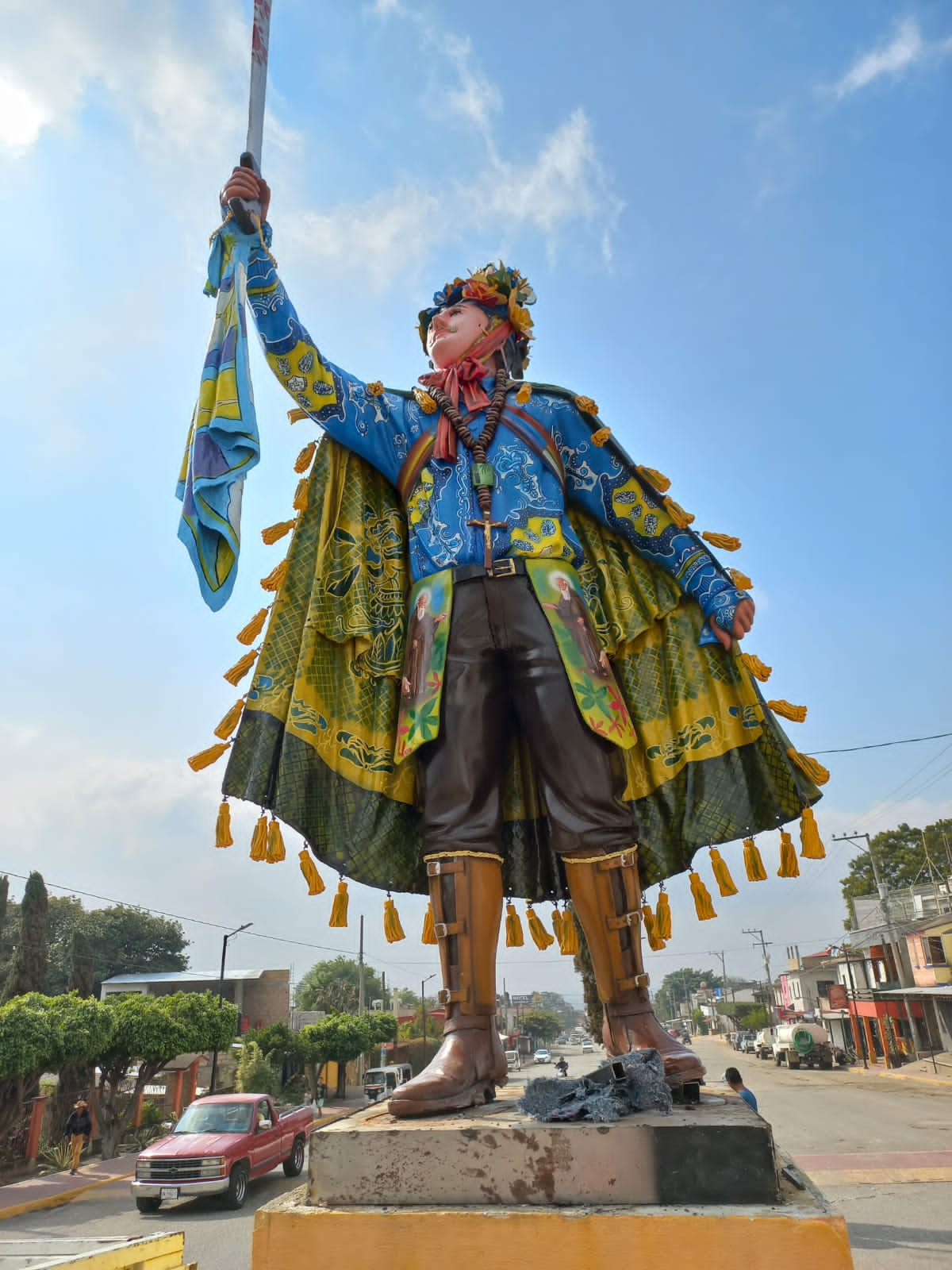
mahoma cabeza de cochi, carnaval zoque coiteco

Durante la fiesta diversos personajes tienen un papel importante por desempeñar. Dichos personajes son los caporales, el Mahoma Goliat, el Mahoma de cochi, el David. los tigres, el caballito, los monitos, y los chores.

## Desfile
El domingo que da inicio a la celebración se realiza un desfile en el que participan los chores autóctonos y estilizados, estudiantes, carros alegóricos y personas vestidas de políticos o personajes contemporáneos en modo de sátira. Un jurado se encarga de calificar los grupos de chores autóctonos y estilizados conforme el desfile avanza. Este mismo tiene una duración de alrededor de cinco horas.

## Baile de plaza
Este es un baile que tiene lugar en la Plaza Central (también llamado Parque Central) donde se encuentra la Parroquia de San Juan Bautista.